# Krazy Baldhead
 (mai 2013).
Si vous disposez d'ouvrages ou d'articles de référence ou si vous connaissez des sites web de qualité traitant du thème abordé ici, merci de compléter l'article en donnant les références utiles à sa vérifiabilité et en les liant à la section « Notes et références ».
Krazy Baldhead, de son vrai nom Pierre-Antoine Grison, est un musicien français de musique électronique originaire de Toulon. De formation classique, il apprend à jouer de nombreux instruments (piano, guitare, batterie) avant de commencer à expérimenter avec ses premières machines dans les années 90. 
Durant son cursus, il se forme au jazz et participe notamment à des masterclass avec John Medeski. 
Il commence en 2002 à faire de la musique son métier. En 2004, il convainc Pedro Winter, au moyen d'une maquette, de le signer sur son label Ed Banger Records. Après avoir produit trois maxis sur ce label (cf. tableau ci-dessous), il sort son premier album, The B-Suite, le 6 avril 2009. Cet album est découpé en quatre mouvements, sous la forme d'une Symphonie électronique. On y retrouve le rappeur Tes, Irfane du groupe Outlines et les rappeurs japonais Big O et Mademoiselle Yulia. 
En 2012, il sort son deuxième album, "The Noise In The Sky", contenant les singles "Surabaya Girl" et "Empty Boy". Il défend l'album sur scène lors de nombreux concerts, en grande partie improvisés, notamment en première partie de Justice lors de la tournée de l'album "Audio Video Disco".  
Il participe en 2013 aux célébrations des 10 ans du label Ed Banger. 
Parallèlement, il fonde le groupe Donso, mélangeant musique électronique et musique malienne, avec des joueurs de N'Goni et percussions. Les albums "Donso" et "Denfila" sortent respectivement en 2010 et 2013 sur le label Comet Records. 
En 2015, il participe à la production de l'album "Motel Bamako", de la chanteuse Inna Modja, sur le label Warner Music. Le premier single, Tombouctou sort le 22 juin 2015.
En 2016, il devient formateur certifié Ableton Live. Il crée sa société KB Live Solutions qui fournit des services et du conseil autour du logiciel Ableton Live.
En 2018, il lance sur Kickstarter son premier controleur MIDI State Of The Loop fournissant un retour visuel au looper de Live. Ce la l'amène à collaborer à la tournée solo de -M-.
En 2020, il crée open·control, un controleur MIDI Open Source et customizable. Ce module polyvalent et adaptable lui permet de concevoir des controleurs pour les artistes Yodelice, Flavien Berger ou bien Lomepal. Il crée également des scripts de surface de controle pour Jacques ou Jain. 

## Discographie

### Singles et EP
| Année | Titre          | Face B                                                      | Format | Label             |
| ----- | -------------- | ----------------------------------------------------------- | ------ | ----------------- |
| 2004  | Bill's Break   | Bill's Break (Feadz Remix), Revolution (Para One Remix)     | 12″    | Ed Banger Records |
| 2005  | Time.Period    | (partagé avec SebastiAn)                                    | 7″     | Ed Banger Records |
| 2006  | Dry Guillotine | Crazy Muthafuckas (Midfield General Remix), Applejuice      | 12″    | Ed Banger Records |
| 2009  | Sweet Night    | Katana Power, Saturnication, Choppin                        | 12″    | Ed Banger Records |
| 2012  | Surabaya Girl  | Surabaya Girl (MYD Remix, Tropics Remix, Victor Aime Remix) | 12″    | Ed Banger Records |
| 2012  | Empty Boy      | Empty Boy (Live version, Eliphino Remix, Meech Remix)       | 12″    | Ed Banger Records |

### Albums
| Année | Titre                | Label                             |
| ----- | -------------------- | --------------------------------- |
| 2009  | The B-Suite          | Ed Banger Records                 |
| 2012  | The Noise In The Sky | Ed Banger Records / Because Music |

### Remixes
| Année | Artiste   | Titre             |
| ----- | --------- | ----------------- |
| 2006  | dDamage   | Ink808            |
| 2006  | Outlines  | Waiting In Line   |
| 2007  | Aufgang   | Infiné            |
| 2008  | The Mules | This is Your Life |

### Autres réalisations
| Année | Titre                             | Album         | Label               |
| ----- | --------------------------------- | ------------- | ------------------- |
| 2007  | Strings of Death                  | Ed Rec Vol. 2 | Ed Banger Records   |
| 2008  | No Cow, No Pow                    | Ed Rec Vol. 3 | Ed Banger Records   |
| 2009  | Straight Opening Her Fertile Womb | Re:Haydn      | Deutsche Grammophon |
| 2013  | My Soul Is Like A Tree            | Ed Rec Vol. X | Ed Banger Records   |

### Production
| Année | Titre                                                               | Artiste    | Album        | Label        |
| ----- | ------------------------------------------------------------------- | ---------- | ------------ | ------------ |
| 2015  | Tombouctou, Sambe, Kana Ta, Water, Diaraby, Going Home, Boat People | Inna Modja | Motel Bamako | Warner Music |